# 大家吾一
大家吾一（1897年2月17日—1944年8月2日）是第二次世界大战期间的一位大日本帝國海軍大佐。天寧島戰役期间，大家吾一是天宁岛守军司令、海军中将角田覺治的下属。大家吾一负责指挥天宁岛上四座机场的防御工作，指挥各座机场的防空武器与火炮。他麾下共有4500名海军官兵。大家吾一和绪方敬志这两名指挥官将司令部设在了天宁岛制高点拉索山上。1944年末，美海军陆战队进攻天宁岛，大家吾一指挥重型火炮反击，对美军造成较大伤亡，一些履带登陆车还没卸下乘员便被击毁。但美军最终还是打到了拉索山，日军即将丧失控制权。角田覺治、绪方敬志以及大家吾一最终切腹自杀。